# UGC 32
UGC 32 es una galaxia elíptica localizada en la constelación de Pegaso.